# Sterowanie wielokrotne

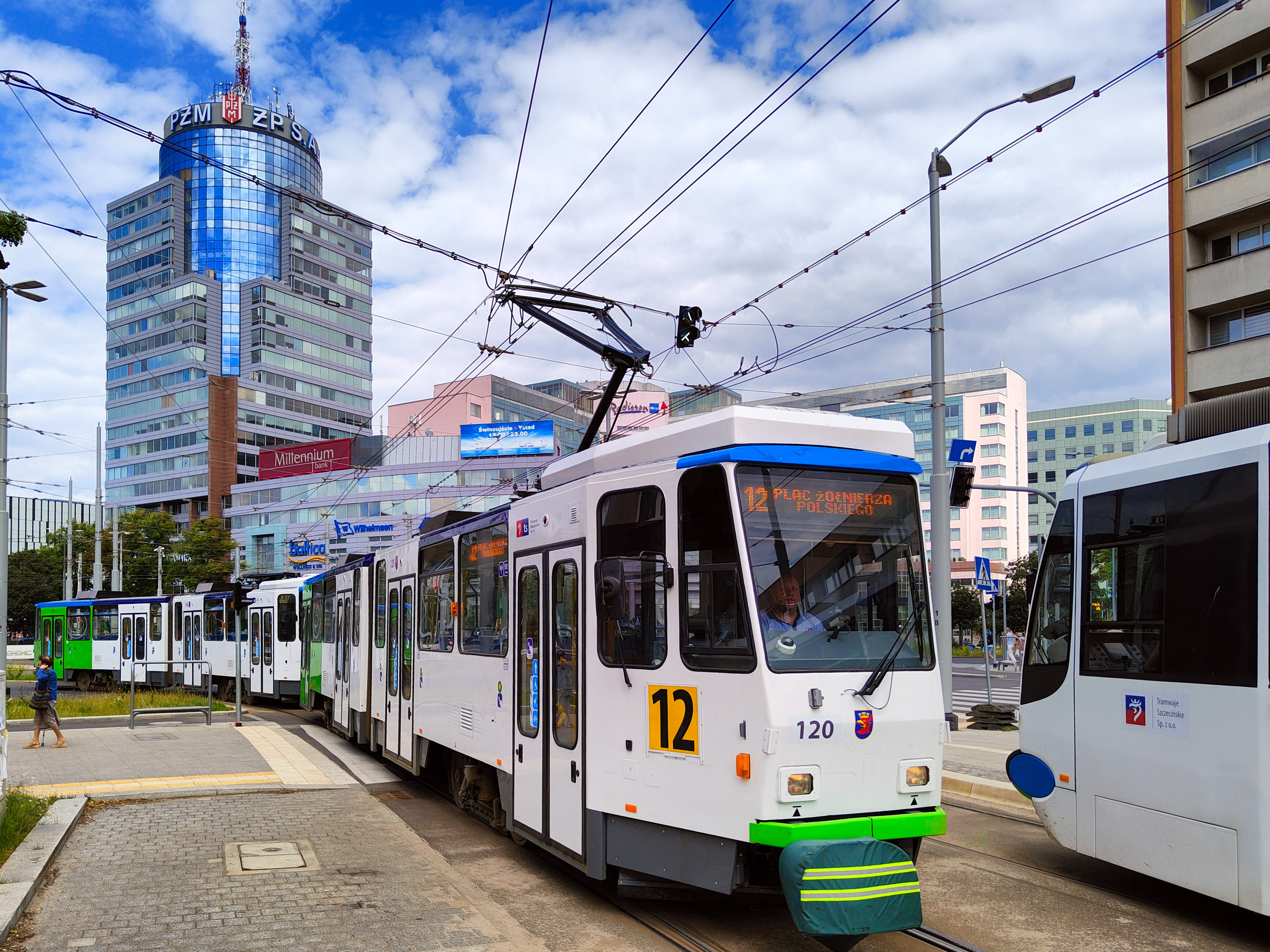
Skład tramwajów KT4DtM: pierwszy wagon w składzie steruje drugim

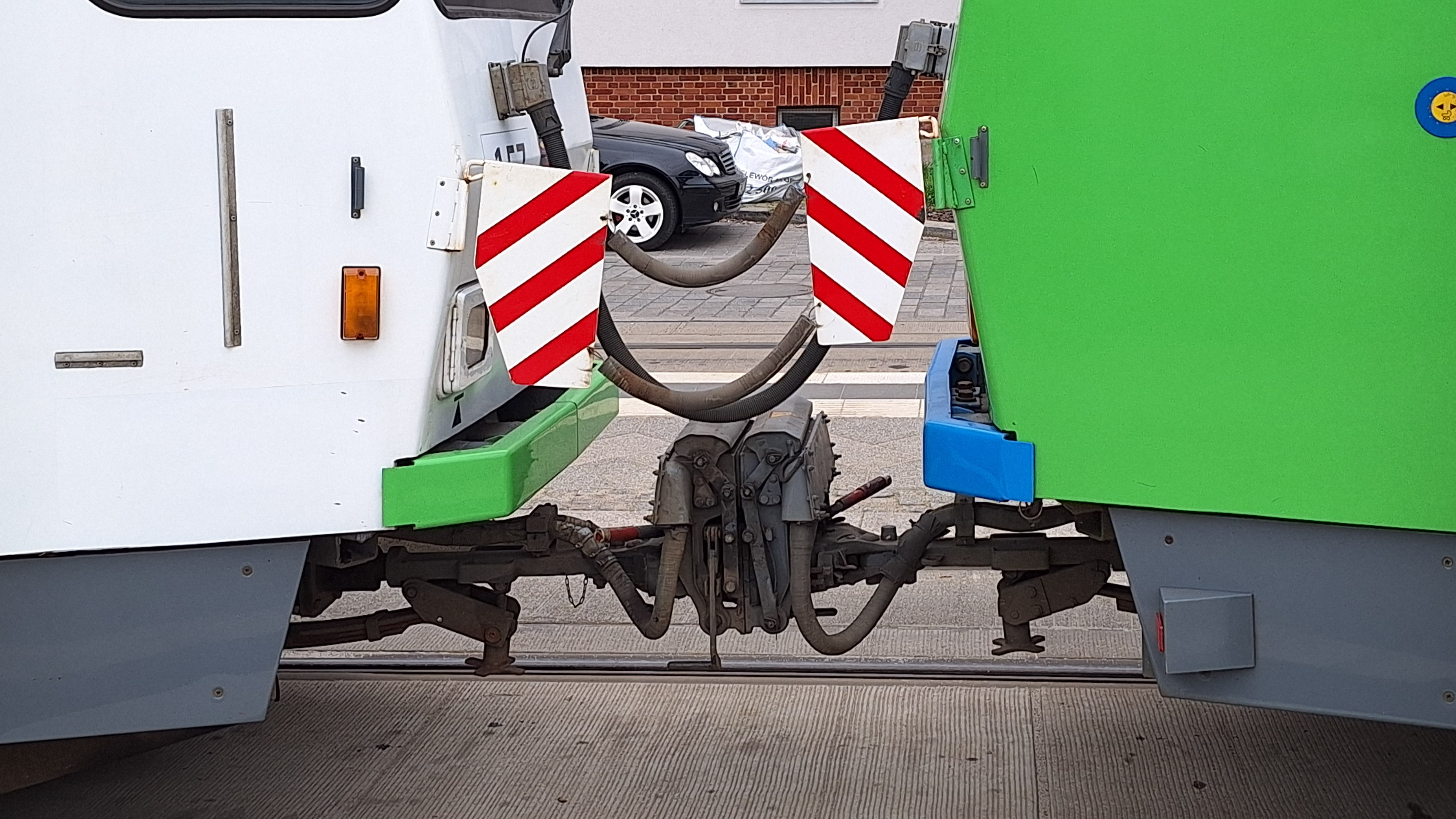
Połączenie elektryczne między pierwszym a drugim wagonem: sprzęg Scharfenberga

Sterowanie wielokrotne (sterowanie ukrotnione) – sterowanie dwoma lub większą liczbą pojazdów trakcyjnych (np. lokomotyw) z jednego z nich (zwykle pierwszego), stosowane w celu: zwielokrotnienia mocy, siły pociągowej (lokomotywy) lub pojemności (zespoły trakcyjne). Dla jego realizacji konieczna jest zgodność układów sterowania oraz charakterystyk łączonych pojazdów trakcyjnych.
Sterowanie elektryczne realizowane jest przez sprzęg automatyczny np. systemu Scharfenberga, a w większości lokomotyw poprzez połączenie kablami. Trakcja wielokrotna poza kolejnictwem jest również powszechnie stosowana w tramwajach i w metrze.
Przełączenie sterowania hamulcem zasadniczym z jednostki sterowanej do sterującej polega na przestawieniu ich kranu hamulca w położenie odcięcia.
W warunkach polskich ukrotnić można ze sobą jedynie lokomotywy tego samego typu (nie serii – np. są różnice pomiędzy lokomotywami EU07 wyprodukowanymi przez Pafawag i zakłady HCP) lub zgodne ze sobą EZT (np. EN57 i EN71).
Na świecie stosowane są rozwiązania umożliwiające połączenie ze sobą pojazdów różnych serii i typów (np. ujednolicony nastawnik na kolejach amerykańskich). Sterowanie wielokrotne zostało wykorzystane w pociągach push-pull, gdzie wagon krańcowy z kabiną sterowniczą i lokomotywa są połączone przewodem sterowania wielokrotnego.
Wynalazcą sterowania wielokrotnego jest Frank Sprague.